# 사드 알시브
사드 압둘라 알시브 알도사리(Saad Al Sheeb Al-Dossary, 1990년 2월 19일 ~ )는 카타르의 축구 선수이며 포지션은 골키퍼이다. 현재는 알사드 소속으로 뛰고 있다.